# ノボフレックス
ノボフレックス（Novoflex ）は1948年に設立されたドイツのカメラアクセサリーメーカーである。日本での代理店は近代インターナショナル。過去にはレンズメーカーでもあった。

## レンズ製品一覧
レンズのブランドはノフレクサー（Noflexar ）であった。以下以外にエクサクタマウント、M42マウント、ライカLマウントなど多数の製品がある。シュナイダー・クロイツナッハのクセナーを供給されていたことがある。

### アルパマウント
アルパアルネア4からアルパ11si用。

### スーパーラピッドフォーカシングレンズシステム
1980年代から1990年代に各メーカー用に製造していた、迅速にピント調整ができる超望遠レンズ。セットはレンズヘッド、シャッター連動サポートグリップ、鏡筒、フード、マウントアダプターからなる。
- ノフレクサー200/300 - 200mmF3.8。3群3枚。アタッチメントはφ58mmねじ込み。最短撮影距離1.75m。手動絞り。
- ノフレクサー400 - 400mmF5.6。1群2枚。アタッチメントはφ77mmねじ込み。最短撮影距離1.9m。プリセット絞り。
- Tノフレクサー400 - 400mmF5.6。3群3枚。アタッチメントはφ77mmねじ込み。最短撮影距離1.9m。プリセット絞り。
- ライツテリート400mmF6.8 - 1群2枚。アタッチメントはφ77mmねじ込み。最短撮影距離3.6m[1]。
- ライツテリート560mmF6.8 - 1群2枚。アタッチメントはシリーズ7。最短撮影距離6.4m[1]。
- ノフレクサー600 - 600mmF8。1群2枚。アタッチメントはφ77mmねじ込み。最短撮影距離4m。プリセット絞り。